# Valea Mărului, Argeș
Valea Mărului este un sat în comuna Budeasa din județul Argeș, Muntenia, România.